# Lacipa ostra
Lacipa ostra är en fjärilsart som beskrevs av Swinhoe 1903. Lacipa ostra ingår i släktet Lacipa och familjen tofsspinnare. Inga underarter finns listade i Catalogue of Life.